# Vera Klimovič
Vera Klimovič (in bielorusso Вера Клімовіч?; Minsk, 29 aprile 1988) è una pallavolista bielorussa.
Gioca nel ruolo di centrale nel Maccabi Haifa.

## Carriera

### Club
La carriera di Vera Klimovič inizia nella stagione 2004-05 quando debutta nel massimo campionato bielorusso con il Volley Club Minchanka Minsk, club al quale resta legata per cinque stagioni, aggiudicandosi uno scudetto nella stagione 2006-07.
Nell'annata 2009-10 viene ingaggiata dal Lokomotiv Bakı Voleybol Klubu, nella Superliqa azera, dove rimane per altre cinque stagioni e con cui vince la Challenge Cup 2011-12. Nella stagione 2014-15 si trasferisce in Italia, nel Volleyball Casalmaggiore, in Serie A1, aggiudicandosi la vittoria del campionato.
Dopo un breve periodo di inattività, ritorna in campo nella metà della stagione 2015-16 con il Forlì, in Serie A2, vincendo la Coppa Italia di Serie A2.
Per il campionato 2016-17 si accasa al LP Viesti Salo, club militante nella Lentopallon Mestaruusliiga finlandese, con cui vince la Coppa di Finlandia e lo scudetto, mentre nella stagione 2017-18 disputa la Voleybol 1. Ligi con il Bursaspor.
Nell'annata successiva si trasferisce nel massimo campionato israeliano, ingaggiata dal Maccabi Haifa.

### Nazionale
Nel 2007 viene convocata nella nazionale Under-20 bielorussa.
Nel 2007 ottiene le prime convocazioni nella nazionale maggiore, con cui, nel 2019, si aggiudica la medaglia di bronzo all'European Golden League.

## Palmarès

### Club
- Campionato bielorusso: 1

2006-07
- Campionato italiano: 1

2014-15
- Campionato finlandese: 1

2016-17
- Coppa di Finlandia: 1

2016
- Coppa Italia di Serie A2: 1

2015-16
- Challenge Cup: 1

2011-12

### Nazionale (competizioni minori)
- European Golden League 2019